# Аксенфельд, Израиль
Израиль Аксенфельд (идиш יסראָל אַקס(ע)נפֿעלד‎; 1787[…], Немиров — 1866[…], Париж) — еврейский писатель, драматург, один из первых бытописателей русского еврейства.

## Биография
Родился в Подольской губернии. Юность провёл в хасидской среде и был одним из преданных адептов брацлавского цадика реб-Нахмана, известного в хасидской литературе. Переехав в Одессу, Аксенфельд усиленно занялся самообразованием в духе новой «хаскалы». Впоследствии он стал нотариусом, но весь свой досуг посвящал литературе.
Желая влиять непосредственно живым словом на народные массы, чтобы освободить их от средневековых суеверий и объяснить им пользу и благо просвещения, Аксенфельд один из первых стал писать на языке этой массы — на идише. Он написал свыше 20 пьес, повестей и романов (всего около 300 печ. листов). За недостатком средств у автора, произведения Аксенфельд долго не могли быть напечатаны, и некоторые из них ходили по рукам в рукописных копиях. Лишь в 1862 году в Лейпциге (типография К. В. Фоллрата) появились без подписи автора:
- повесть «Sterntuchl» («Кокошник»), в которой Аксенфельд в мрачных красках рисует продажность и бесчестные проделки разных цадиков и их клевретов;
- пьеса «Der erster jüdischer Rekrut» («Первый еврейский рекрут»), где автор описывает ошеломляющее действие, которое произвел на еврейскую массу устав 1827 г. о рекрутской повинности, в силу которого евреи в России были впервые привлечены к военной службе.

В 1864 году друзья Аксенфельда обратились в «Общество для распространения просвещения между евреями в России» с предложением купить у Аксенфельда все его рукописи за 400 рублей и издать их. Комитет общества отклонил это предложение, ссылаясь на устав, по которому общество могло издавать книги только на русском и древнееврейском языках, а не на жаргоне. В том же году Аксенфельд переехал в Париж.
Лишь после смерти Аксенфельда, Л. Морейнус, которому Аксенфельд завещал свои рукописи, издал в Одессе совместно с М. Бейлинсоном три пьесы: «Mann und Weib, Schwester und Bruder» («Муж и жена, сестра и брат»), пьеса в двух действиях (1867); «Der Oizer, oder die genarrte Welt» («Клад, или одураченный свет»), драматические сцены (1870); «Kabzan-Oischerspiel» («От богатства к нищете»), драма в двух действиях (1870).

## Творчество
Пьесы и повести Аксенфельда, носящие преимущественно обличительный характер, представляют значительную ценность, как талантливое изображение еврейского внутреннего быта первых десятилетий XIX века. Не будучи свободны от весьма крупных недостатков в художественном отношении, эти произведения изобилуют правдивыми сценами из еврейского быта, написанными живым, легким, чисто народным языком. Остались в рукописях и, вероятно, погибли:
- «Leib Friedland», роман в 12 частях;
- «Michel der Oiserkes», ром. в 6 частях;
- «Elka die Chwatke», ром. в 6 частях;
- «Die Spiges», ром. в 4 част.;
- «Sefer Chassidim», ром. в двух частях;
- «Berditschewer Jarid»;
- «Mazoth Baken» и пр.

Некоторые произведения Аксенфельда переведены на французский язык его сыном Августом.